# Liste von Brunnen in Wehrheim
Dies ist eine (unvollständige) Liste von Brunnen in Wehrheim.

## Liste der Brunnen
| Bild | Name                                  | Lage                                                                  | Anmerkung |
| ---- | ------------------------------------- | --------------------------------------------------------------------- | --- |
|      | Gusseiserner Brunnen (Wehrheim)       | Wehrheim, am Stadttor 50° 18′ 5,1″ N, 8° 34′ 12,6″ O                  | Der Brunnen in Wehrheim aus dem Jahr 1883 steht am Stadttor. Er stand ursprünglich am Hof Manck und seit 1983 am Bürgerhaus, von wo er 2014 an den jetzigen Standort versetzt wurde. Er steht unter Denkmalschutz. |
|      | Brunnen der Freundschaft (Wehrheim)   | Wehrheim, an der evangelischen Kirche 50° 18′ 13,1″ N, 8° 34′ 16,2″ O | Der Brunnen der Freundschaft wurde 1994 geschaffen und erinnert an die Städtepartnerschaft zwischen Wehrheim und Werischwar.                                                                                       |
|      | Mühlenbrunnen (Obernhain)             | Obernhain, Ortsmitte 50° 16′ 46,5″ N, 8° 32′ 37,3″ O                  | Der Mühlenbrunnen wurde 2016 aufgestellt. Das Mühlrad erinnert an die Mühlentradition des Ortes. |
|      | Brunnen Höhenstraße (Pfaffenwiesbach) | Pfaffenwiesbach, Höhenstraße 50° 19′ 46,2″ N, 8° 36′ 11,2″ O          | Der Brunnen Höhenstraße ist ein Pumpenbrunnen |